# Ponte Megyeri
Il ponte Megyeri è un ponte strallato in cemento armato e acciaio che attraversa il Danubio presso Budapest, in Ungheria. Aperto al traffico nel 2008, fa parte dell'Autóút M0, il raccordo anulare che corre intorno alla città.

## Storia

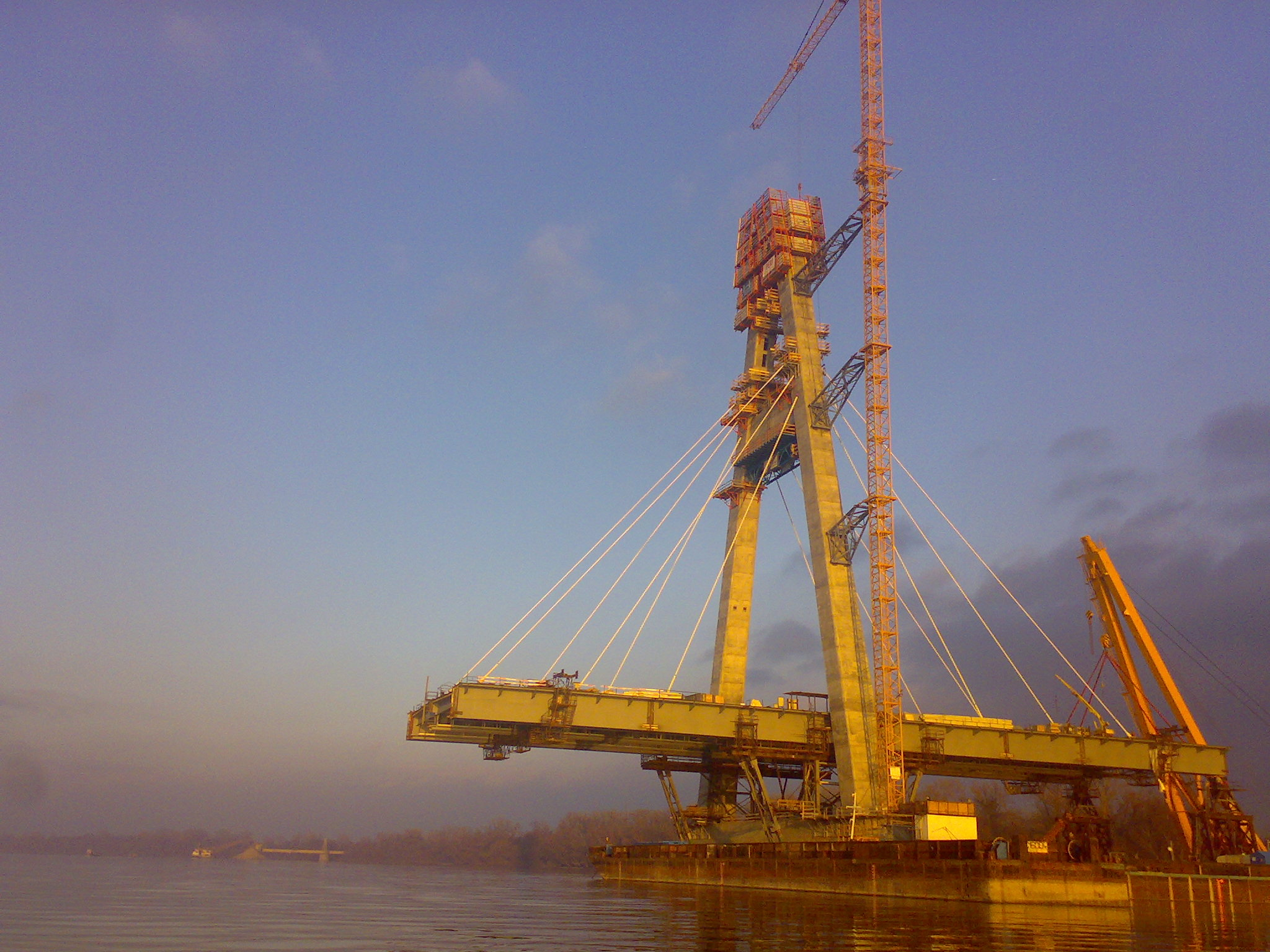
Il ponte in costruzione

L'idea di costruire un ponte che collegasse le due sponde del Danubio in corrispondenza della punta dell'Isola di Szentendre iniziò ad essere valutata già nel 1993, ma solo oltre dieci anni dopo venne effettivamente attuata. Il progetto fu curato da Mátyás Hunyadi, che nel 2009 vinse il Premio Széchenyi per il suo progetto del ponte Megyeri.
I primi lavori di costruzione iniziarono nel 2006, ma furono distrutti da una serie di inondazioni. I lavori iniziarono nuovamente all'inizio del 2007 e terminarono nell'estate dell'anno successivo. Le prove di carico per il collaudo hanno avuto luogo tra il 22 e il 24 agosto 2008, quando 48 camion carichi con 43 tonnellate di sabbia ciascuno furono fatti transitare sulla struttura. Il ponte è stato ufficialmente inaugurato il 30 settembre 2008 dall'allora primo ministro ungherese Ferenc Gyurcsány e dal sindaco di Budapest Gábor Demszky e aperto al traffico lo stesso giorno.
Il 2 maggio 2018 Magyar Posta, la società che si occupa del servizio postale in Ungheria, ha emesso un francobollo raffigurante il ponte Megyeri per l'annuale emissione della serie Europa.

## La scelta del nome
Nell'estate del 2006 il Ministro dell'Economia e del Traffico ungherese annunciò un sondaggio online per scegliere il nome con cui battezzare il nuovo ponte. Il sondaggio ottenne risalto internazionale dopo che il primo agosto l'agenzia di stampa Reuters annunciò che in quel momento il nome in vantaggio era quello di Chuck Norris. A quel punto il comico e showman statunitense Stephen Colbert durante una delle sue trasmissioni chiese al pubblico di votare il suo nome invece. La risposta fu incredibile e alla fine del primo round di votazioni Colbert conduceva la classifica con oltre 17 milioni di preferenze (il 53% del totale), superando di 15 milioni il secondo nome in lista, quello dell'eroe nazionale ungherese Nikola Šubić Zrinski, fermo a poco più di 2 milioni di voti.
Colbert confermò la vittoria anche nel secondo round di votazioni, conclusosi l'8 settembre 2006, ottenendo il 25% delle preferenze contro il 23% del conduttore televisivo statunitense Jon Stewart e il 23% di Nikola Zrinski.
Il 14 settembre l'ambasciatore ungherese negli Stati Uniti András Simonyi durante una puntata del The Colbert Report annunciò la vittoria di Stephen Colbert nel sondaggio online, ma spiegò che, secondo la legge ungherese, affinché il ponte fosse chiamato come lui Colbert avrebbe dovuto parlare fluentemente la lingua del paese magiaro e soprattutto essere morto.
Il 28 settembre venne annunciata la scelta, da parte del Comitato ungherese per i nomi geografici, di chiamare la struttura ponte Megyeri (Megyeri híd in ungherese), in quanto collegava i quartieri di Káposztásmegyer e Békásmegyer.

## Descrizione

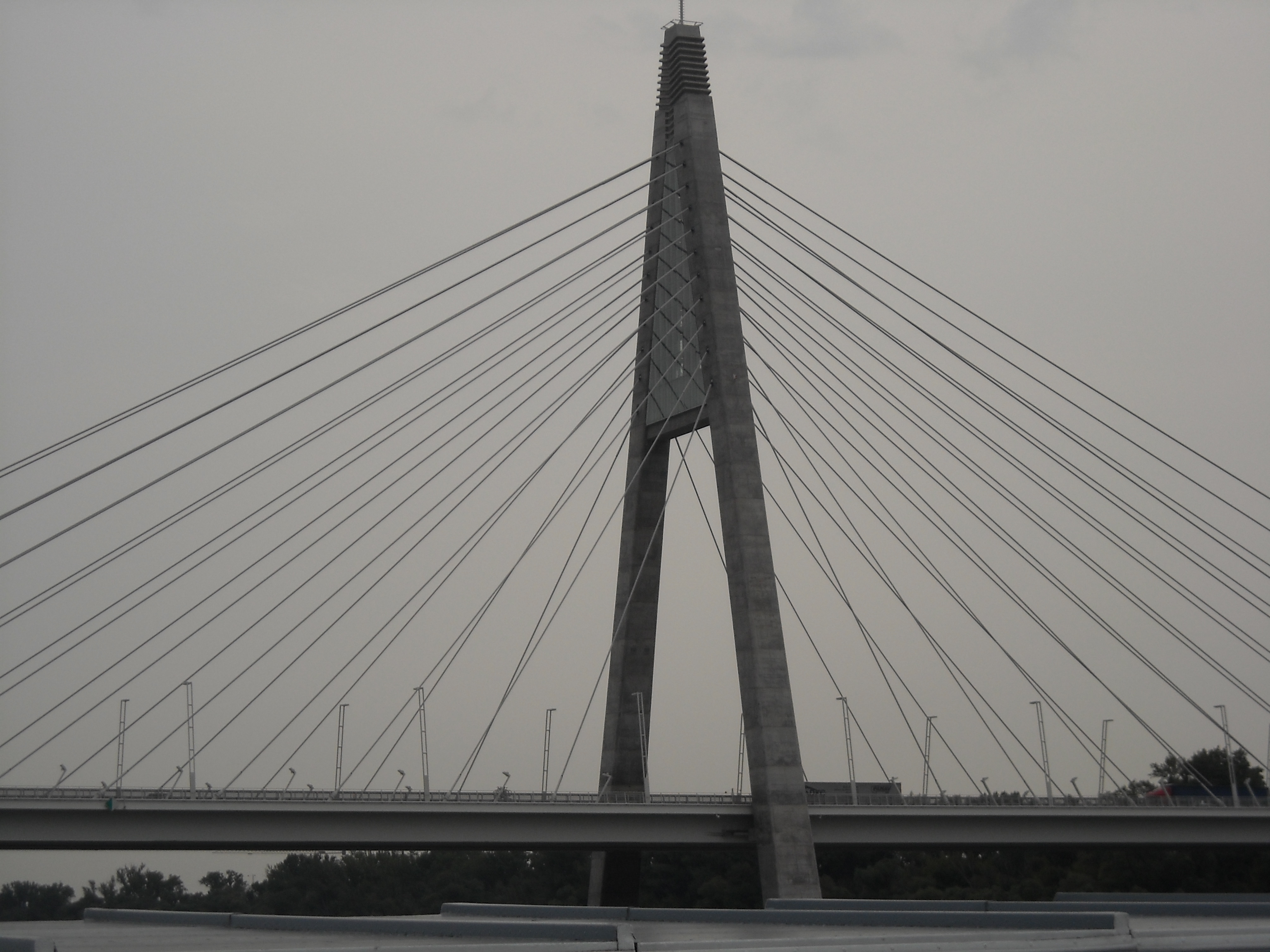
Particolare di una delle torri del ponte

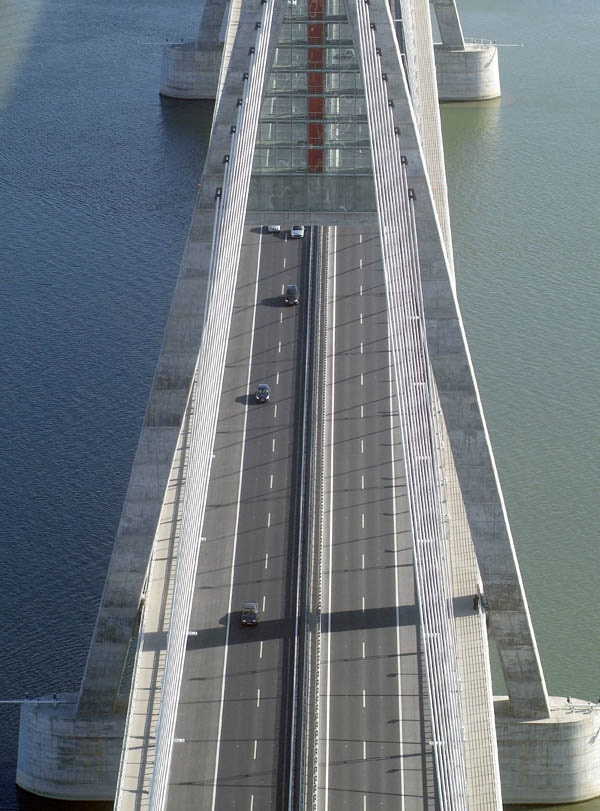
Vista dall'alto del ponte

Il ponte si trova a nord di Budapest e collega Újpest, la IV circoscrizione cittadina, in riva sinistra, con la cittadina di Budakalász, in sponda destra.

La sua costruzione è costata circa 62 milioni di fiorini, pari a 195 milioni di euro, rendendolo il ponte più costoso mai realizzato in Ungheria. Con una superficie di circa 60.000 m² è inoltre il ponte con la maggiore superficie del paese.
La struttura è in realtà composta da 5 parti con diverse caratteristiche strutturali, raggiungendo una lunghezza complessiva di 1862 metri:
- Il cavalcavia nell'area inondabile in sponda sinistra, lungo 149,5 metri, costruito con una struttura a travata che poggia su coppie di pilastri in cemento armato[9]
- Il tratto di ponte strallato vero e proprio al di sopra del Danubio, di 591 metri di lunghezza e una campata centrale di 300 metri di luce
- Il tratto sull'Isola di Szentendre, di 560 metri di lunghezza
- Il tratto al di sopra del Danubio di Szentendre, di 332,5 metri di lunghezza, con una struttura a trave che poggia su piloni in cemento armato
- Il cavalcavia dell'area inondabile in sponda destra, di 219 metri di lunghezza

La sezione al di sopra del Danubio, che rappresenta il ponte strallato vero e proprio, ha una lunghezza di 590 metri ed è costituito da due campate laterali di 145 metri e da una campata centrale di 300 metri di luce. I piloni dei ponte sono costituiti da due grandi torri in cemento armato con la forma di una A che raggiungono i 100 metri di altezza, dalle quali partono gli 88 stralli in acciaio che sorreggono l'impalcato stradale.
L'impalcato è largo 35 metri e ospita 2 carreggiate da 2 corsie ciascuna destinate al traffico stradale, una per senso di marcia, che permettono il transito di circa 45.000 veicoli ogni giorno.

Ogni carreggiata comprende anche una corsia di emergenza la cui larghezza è maggiore di quella delle corsie di marcia: tali corsie sono state studiate in modo che in caso di emergenza o se negli anni il ponte dovesse essere in grado di sostenere un maggiore traffico stradale sarebbe possibile trasformare le corsie di emergenza in corsie di transito senza apportare modifiche strutturali al ponte.
Sul lato nord dell'impalcato è inoltre presente una pista ciclabile mentre sul lato sud si trova un marciapiede pedonale.